# Giovanni Pico della Mirandola

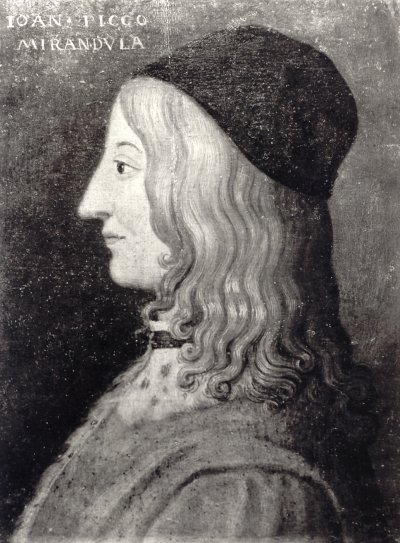
Pico della Mirandola (ismeretlen festő műve, Uffizi)

Giovanni Pico dei conti della Mirandola e della Concordia (1463. február 24. – 1494. november 17.) itáliai reneszánsz humanista gondolkodó, filozófus, aki arról lett híres, hogy 1486-ban, 23 évesen Rómába hívta kora itáliai tudósait, hogy vitára bocsássa azt a 900 tételt, melyet a vallás, a filozófia, a természetfilozófia és a mágia témakörében összegyűjtött. Ezek közül 402 skolasztikus gondolkodóktól, a platóni és arab filozófia képviselőitől származott, 497 pedig saját tézise volt. Téziseinek bevezetője lett volna Az ember méltóságáról (Oratio de hominis dignitate) című beszéd, melyet a reneszánsz humanizmus egyik kulcsszövegeként tartanak számon, az első műve, ami magyar fordításban is megjelent. 

## Élete
Pico a Lombard házhoz tartozó grófi családba született a Modena mellett található Fossa városában. Kiemelkedő képességei már kora gyermekkorában megmutatkoztak, egész fiatalon elsajátította a latin és valószínűleg a görög nyelvet. Tízévesen megkapta a pápai protonotárius címet és 1477-ben Bolognában megkezdte kánonjogi tanulmányait.
1480–1482 között az arisztotelészi tanok központjaként számon tartott Páduai Egyetemen folytatott filozófiai tanulmányokat. A görög és a latin mellett a héber és az arab nyelvet tanulmányozta. Itt ismerkedett meg Elia del Medigóval, Averroes egyik követőjével, aki hosszú évekig tartó barátságuk alatt héber kéziratokat fordított neki latinra.
1485-ben Párizsba utazott, a skolasztikus filozófia és teológia központjába, s valószínűleg itt kezdett bele a később nagy botrányt kavaró 900 tézis összeállításába, s itt született meg a nyilvános vita ötlete is.
1486-ban visszatért hazájába, s azon szándék által vezetve, hogy megalkossa a platóni és a keresztény tanok összeegyeztethetőségéről szóló elméletét. Firenzében beiratkozott Lorenzo de’ Medici (mentora és mecénása) Platonikus Akadémiájára. Ennek jegyében született Heptaplus (1489) című műve, Mózes első könyvének kabbalista összefüggéseket felmutató kommentárja, és a De ente et uno (1492) című műve, melyben Isten és a teremtés természetével foglalkozik. Szintén Firenzében találkozott Marsilio Ficinóval, az olasz reneszánsz legbefolyásosabb humanista gondolkodójával, aki nagy hatással volt munkásságára. Ugyanakkor mesterét túlhaladva a platóni és arisztotelészi tanok összeegyeztetésén fáradozott, és a tiszta humanizmus túlzásaival szemben védelmébe vette a középkori és muzulmán gondolkodók arisztotelészi kommentárjait.
Pico több hónapot töltött Perugia és a szomszédos Fratta városában, ahol egy szerelmi kalandban szerzett sérüléseit gyógyíttatta. Itt ismerkedett meg a héber kabbala misztikusaival, valamint a hermetika misztikus tanítója, Hermész Triszmegisztosz tanaival. A kabbala és a hermetika a Pico idejében elterjedt felfogás szerint az Ótestamentummal vetekedett korban, s Pico a spiritualitás fontos forrásainak tartotta őket. Perugiából írta Ficinónak, hogy „a mennyei Gondviselés […] folytán kezembe kerültek bizonyos könyvek. Ezsdrás, Zaratusztra és Menyhárt káldeus könyvei, mágikus jóslatok, melyek tartalmazzák a káldeus filozófia rövid és száraz, de annál misztikusabb magyarázatát.” Pico úgy vélte, hogy a talmudi és a hermetikus források ugyanazt azt Istenről alkotott képet tükrözik, mint az Ószövetség, csak más szavakkal megfogalmazva.
1486-ban Rómában kiadta 900 tézisét Conclusiones philosophicae, cabalisticae et theologicae címen, melynek bevezetőjeként elkészítette beszédét az emberi méltóságról. A tézisek köré szervezett vita azonban VIII. Ince pápa beavatkozása miatt meghiúsult. A pápai bizottság a tézisek közül tizenhármat eretneknek nyilvánított. Pico írásban ígéretet tett visszavonásukra, de érvényességüket továbbra is fenntartotta, s védőbeszéd írásába kezdett (Apologia J. Pici Mirandolini, Concordiae comitis, 1489), amit végül az inkvizíciós bíróság nyomására szintén kénytelen volt visszavonni.
1488-ban Párizsba menekült, ahol a pápai nuncius kérésére II. Fülöp letartóztatta, és a vincennes-i vár börtönébe záratta, s csak később, Lorenzo de’ Medici közbenjárására engedték szabadon, aki Firenzében újra szárnyai alá vette. Lorenzo Fiesole mellett házat bocsátott rendelkezésére, ahol megírta a Heptaplus id est de Dei creatoris opere című művét 1489-ben és a De Ente et Uno-t 1491-ben. Szintén itt készítette el Disputationes adversus astrologiam divinicatrium című híres írását, melynek egy részét halála után adták ki. Ebben Pico elítélte kora asztrológusainak gyakorlatát és górcső alá vette az asztrológia szellemi bázisát. Érdeklődéssel fordult a mágia azon irányai felé, melyeknek célja az emberi méltóság kiszélesítése, az emberi akarat megerősítése volt. Egy ilyen felfogásban Pico szerint nem volt helye a csillagok vagy egyéb, az ember akaratát determináló erők befolyásának.
1492-ben Lorenzo de’ Medici halála után Ferrarába költözött, de továbbra is megmaradt kapcsolata Firenzével, ahol a könyv- és festményégető Savonarola, a reneszánsz stílus és gondolat konzervatív ellenzője egyre nagyobb befolyásra tett szert. Pico Savonarola követőjévé vált, olyannyira, hogy maga vetette tűzre verseit és eladta vagyonát azzal a céllal, hogy felvegye a szerzetesi kámzsát, mely törekvését végül nem váltotta valóra.
Pico 1494-ben halt meg gyanús körülmények között. A firenzei Szent Márk székesegyházban helyezték örök nyugalomra, temetési szertartásán Savonarola prédikált. Földi maradványainak 2007-es exhumálását végző kutatócsoport megállapította, hogy csontjaiban rendkívül magas volt az arzénkoncentráció, így nagy valószínűség szerint Polizianóval együtt arzénnal megmérgezték, feltehetően Piero de’ Medici parancsára.
Életrajzát unokaöccse, Gianfrancesco Pico della Mirandola írta meg (Ioannis Pici Mirandulae vita per Ioannem Franciscum, 1496).

## Szinkretizmusa
Pico lehetségesnek vélte az általa tanulmányozott különböző, látszólag egymásnak ellentmondó gondolati-filozófiai rendszerek összeegyeztethetőségét. Filozófiai szinkretizmusa merészen illeszkedett korának nagyvonalú gesztusrendszerébe, mely az emberi gondolkodás különböző rétegeit egymásra építve biztosított táplálékot az intellektus és a lélek számára.
Az ember nagyságát, méltóságát, szabad akaratát vallva és hirdetve jutott el átfogó művéig, a 900 Tézisig, mellyel bizonyítani akarta azt a tételt, hogy egyetlen filozófiai iskola sem lehet az igazság egyedüli letéteményese, s hogy valamennyi eszmerendszer tartalmaz alapvető igazságokat, melyek érdemesek arra, hogy tanulmányozzuk, egymással összemérjük őket. Pico úgy alakította ki saját neoplatonista, humanista, keresztény szintetizáló filozófiai rendszerét, hogy párhuzamot vont a kereszténység, a görög-római klasszikus gondolkodás, az arab-zsidó miszticizmus tételei között.
Korának ellentmondásossága személyében testesül meg, s bármilyen kevés hatással volt is az utókorra, gondolatainak nagyvonalúsága mégis magával ragadó. Walter Pater, 19. századi angol irodalomkritikus a következőket írta róla: „Állítólag, a misztikus tanok iránti buzgóságában, egyszer hatalmas összeget fizetett egy kabbalista kéziratgyűjteményért, melyről később kiderült, hogy hamisítványokat tartalmazott; ez a történet példázata lehet annak, amit az aktuális tudás felé vezető úton elérni látszott. A tudást kereste, s egyik rendszert a másik után hagyta el, és sokat kockáztatott; de nem annyira a konkrét tudás kedvéért, mint inkább azért, mert hitte, hogy a tudásban újra megfoghatóvá válik a rend szelleme és a szépség, mely alászállva ismét összeforraszthatja, amit az emberi tudatlanság szétválasztott, s amit az idő homályba borított.”

## Jóslata areformációról
Mirandola – egyes források szerint – 1516-ban figyelmeztette X. Leó pápát, hogy az ötödik lateráni egyetemes zsinat határozottan lépjen fel a magas rangú egyházi személyek visszaéléseivel szemben, mert félő, hogy különben a Teremtő megtalálja a módját annak, hogy tűzzel-vassal kiirtsa a bűnösöket.

## Művei

Opera omnia, 1601

- Epistola ad Hermolao Barbaro, 1485
- Commento sopra una canzone d’amore di Girolamo Benivieni, 1486
- Tézisek (Conclusiones DCCCC), 1486
- Az ember méltóságáról (Oratio de hominis dignitate), 1486
- Apologia J. Pici Mirandolini, Concordiae comitis, 1489
- Heptaplus id est de Dei creatoris opere, 1489
- Expositiones in Psalmos, 1489
- De Ente et Uno, 1491
- Disputationes adversus astrologiam divinicatrium, 1493
- Epistolae (Levelek), 1499
- Összes műveinek kiadásai: 1496 (Bologna); 1498 (Velence); 1504 (Strassburg); 1557, 1673, 1601 (Bázel)

## Magyarul
- Az ember méltóságáról; ford. Kardos Tiborné; in: Reneszánsz etikai antológia; vál., szerk. Vajda Mihály, utószó Makkai László, ford. Bajcsa András et al.; Gondolat, Bp., 1984 (Etikai gondolkodók)
- Heptaplus, avagy a Teremtés hétféle magyarázata, fordítás, jegyzetek és utószó: Imregh Monika, Arcticus Kiadó, Bp., 2001. 120 o.
- Benivieni neoplatonista versének kommentárja, fordítás, jegyzetek, utószó: Imregh Monika, Budapest, 2012, KRE-L’Harmattan Kiadó, 125 o. http://www.kre.hu/portal/images/doc/pico_benivieni.pdf
- A végső boldogság hét lépcsőfoka – Bevezetés a keresztény kabbalába. Fordította: Frazer-Imregh Monika. Hitel, 2025. ISBN 9786156702432
- Istenhez könyörgő elégia. Fordította: Frazer-Imregh Mónika. In.: Orpheus Noster XVII. évfolyam. 106-109. old. Online elérés: https://ojs.mtak.hu/index.php/on/article/download/19905/16358/
- A szerelemről Kommentár Platón A lakoma című művéhez Polaris, Budapest, 2024. Fordította: Imregh Monika. ISBN 9786158100595.
- Kratülosz, vagy A nevek valódi értelme. A Platón-dialógus argumentuma ford. Pajorin Klára, Helikon, XXXVIII (1992), 338–347.
- Platonikus írások, ford. Vassányi Miklós, előszó, jegyzetek: Elisabeth Blum, Paul Richard Blum és Thomas Leinkauf, Szent István Társulat, Budapest, 2003.
- De vita libri tres – fordítás (részlet) ford.: Imregh Monika, Orpheus Noster, IV  (2011), 63-78.